# 08式火箭筒
08式火箭筒（全称：08式80毫米单兵多用途攻坚弹系统，以下简称为DZJ-08）是一款由北方工业公司為中国人民解放军（以下简称为解放軍）所研制和生产的新一代80毫米口徑轻型反坦克武器，主要由步兵用于攻击和摧毁轻型装甲車輛和掩体。

## 歷史
自2000年5月，DZJ-08开始立项研制。
从方案论证、技术攻关、工程研制到完成设计定型试验和部队试用试验，历时7年，基本性能到达到了战术技术指标和使用要求，并于2008年批准设计定型。
目前DZJ-08已经投入批量生产，并陆续装备部队。

## 設計
DZJ-08是一种轻型一次性使用肩射式反坦克武器，相当于瑞典的AT4-CS（美国命名为M136）。使用的弹药是以尾翼稳定的火箭弹。出厂时包装在一个一体成型，用后即丢的玻璃纤维容器内，可由单兵携带操作。
DZJ-08的发射筒下方具有同时作为安全装置的折叠式样握把，握把后方还装有搬运用提把。为了方便于运输和储存，整個容器是防水设计。左方配备简易型可拆卸及折叠式光学瞄准具，武器储存时瞄准镜与武器分别包装，只有使用时才将瞄准镜安装到发射筒上。携行时瞄准镜可以向下折叠以防止碰撞。
发射时由射手将瞄准镜向上展开并取下镜罩，即可在瞄准同时识别目标和估计距离。然而，受到發射裝置設計上的限制，火箭筒仍然只能从右肩发射。（如果从左肩发射的话，就无法使用光学瞄准具協助瞄准）而且光学瞄准具无法在夜间使用。
80毫米口徑的反装甲火箭如同近年来的火箭弹一样装上了串聯裝藥式锥形装药彈頭。距离装甲一定距离时引爆装药，漏斗状金属壳体受挤压变形并在高温高压作用下聚焦形成一条高速金属射流，使得热能集中于一点此以贯透装甲；而且採用的串联装药式弹头，并在二级战斗部装上了电子延时线路，可达到相同质量的单一锥形装药弹头所不能的破甲火力。
火箭弹收纳在兼作为搬运管的发射管中的时候，尾部的安定翼会收在火箭弹之中，发射后才会展开以维持弹道的安定。无后坐力加上平衡体的设计使得发射後的80毫米高爆反战车火箭弹弹头弹道相当稳定，具有良好的命中精确度，而且大大減低在任何狭小、封闭的空间内直接发射的风险。

## 特色
DZJ-08是中国首次研制成功，并采用密闭式平衡抛射发射原理的肩射式武器，填补了中国制武器之中于城市作战的单兵肩射型攻坚武器的空白，提高了步兵分队于城市作战的能力。
DZJ-08由单兵携行，不占编制，可在坑道、碉堡、掩体和建筑物等有限空间内发射，主要用于攻击200公尺以内街区隔断墙、街垒工事和野战防御工事，为步兵开辟进攻通道，是步兵城市作战的必备武器装备。此外，该武器系统还可以毁伤200公尺内的轻型装甲目标或300公尺内的军舰、登陆艇及近海防御设施等。
由于使用封闭式平衡系统，DZJ-08的整个武器系统的重量是7.6公斤（16.76磅），比全重量為3.7公斤的PF-89要沉重了大约一倍（这可是意味著可多攜帶一枝火箭筒），比重量约4.7公斤PF-89B也要沉重，但仍然比PF-98和其最新型 - PF-98A要轻便；加上只要接受过简单的训练就可以操作这项武器，以及可以安全地在任何狭小封闭的空间（建筑物、壕沟、碉堡或载具内）内直接发射，因此DZJ-08亦能够在各个环境的步兵班之中装备至每一名戰鬥人員上（包括班長、自動步枪手、机枪手甚至狙擊手），大大提高了各个环境的解放军步兵的火力预计。

## 衍生型
08式火箭筒具有多種衍生型，每款衍生型對應一款特定彈種。

### DZJ-08式多用途攻坚弹
裝有多用途反碉堡彈頭的原始型號。

### DZA-11式侵彻杀伤弹
裝有二次高爆破片填充物的侵徹彈頭。

### DZP-11式破甲弹
串聯穿甲高爆反坦克彈頭。

## 使用國
| 國家           | 組織名稱       |
| -------------- | -------------- |
| 中华人民共和国 | 中国人民解放军 |

## 外部連結
- （英文）—Chinese Infantry Heavy Weapon & Small Arms | China Defense Mashup
- （英文）—The Firearm Blog—A Guide To Chinese Infantry Support Weapons (Guest Post)（页面存档备份，存于）
- （日語）—日本周辺国の軍事兵器（页面存档备份，存于）
- （简体中文）—铁血社区—非洲防务展上 保利新rpg详解 08式火箭筒
- （简体中文）—铁血社区—简氏：适合城市作战的中国新型火箭筒亮相非洲（页面存档备份，存于）
- （简体中文）—中华网论坛—中华军备—中国陆军新型DZJ08式火箭筒
- （简体中文）—万花镜—解放军的杀手锏地堡终结者低调现身：让美军看了之后都要大加称赞